# Молостовская, Галина Фоминична
Галина Фоминична Молостовская (09.12.1921, Павлово, Вологодская область, РСФСР — 18.06.1976, Архангельск, СССР) — обрезчица экспериментально-производственного завода «Красный Октябрь» Министерства лесной и деревообрабатывающей промышленности СССР (Архангельск). Герой Социалистического Труда (07.05.1971).

## Биография
Родилась 9 декабря 1921 года в деревне Павлово Великоустюгского района Вологодская область|Вологодской области в многодетной крестьянской семье. Работала дояркой в колхозе. В 1939 году переехала в Архангельск, где работала на промышленных предприятиях города до 1950 года.
С 1950-го работала на экспериментально-производственном заводе «Красный Октябрь» (ныне — ОАО «Лесозавод-2») — сначала рабочей на строительстве новых лесопильного и домостроительного цехов (укладывала бетон в фундаменты, была мотористом на бетономешалке, строила котельную и сушилку), затем без отрыва от производства окончила курсы обрезчиков досок. С 1955 года работала в должности обрезчицы.
Указом Президиума Верховного Совета СССР от 7 мая 1971 года за выдающиеся успехи в выполнении восьмого пятилетнего плана Молостовской Галине Фоминичне присвоено звание Героя Социалистического Труда с вручением ордена Ленина и золотой медали «Серп и Молот».
Награждена двумя орденами Ленина (1966, 1971), медалями.
Скончалась 18 июня 1976 г. Похоронена в Архангельске на Жаровихинском кладбище.